# Pozantı
Pozantı ist eine Stadt und ein Landkreis der Provinz Adana in der Türkei. Seit 2013 sind Gemeinde und Landkreis flächen- und einwohnergleich. Die Stadt liegt am Flüsschen Çakıt Çayı. Der antike Name der Stadt war Podandus, Podando im Itinerarium Antonini (ob Padyandus, Padaton, das Paduando in der Tabula Peutingeriana, mit Pozantı gleichgesetzt werden kann, ist umstritten).  Das Itinerarium Burdigalense hat mansio Opodando. Die Araber nannten die Stadt El Bedendum, woraus sich schließlich der türkische Name Bozantı/Pozantı entwickelte.
Podandus lag an der römischen Straße zur Kilikischen Pforte (Via Tauri), wie zahlreiche Funde von Meilensteinen belegen. Aus dem Stadtgebiet selbst sind keine Funde bekannt, Richard P. Harper nimmt an, dass die antike Siedlung am Zusammenfluss des Çakıt mit dem Kamışlı Dere lag, wo sich heute Obstgärten befinden. Von hier stammt ein Meilenstein Caracallas, der beschreibt, wie dieser Kaiser die kilikische Pforte erweitern ließ: "Viam Tauri vetustate conlapsam conplanatis montibus et caesis rupibus ac dilatatis itineribus cum pontibus institutis restituit".
Die Stadt wird von Konstantinos Porphyrogenitus genannt, der auch die Festung von Rodentos erwähnt. Sie liege, wie auch Loulon, im äußersten Süden des Kappadokischen Themas. Als Valens 372 die Provinz Cappadocia teilte, blieb Caesareia Hauptstadt von Cappadocia Prima im Norden, Podandos wurde Hauptstadt von Cappadocia Secunda im Süden. Basilios von Caesarea beschreibt die Siedlung verächtlich als ein "Loch" (barathrum) im Taurus und verglich es mit der Grube Oeadas der Spartaner oder einer der natürlichen Klüfte, aus denen ein giftiger Qualm aufsteigt, und die charonisch genannt werden.  Podandus wurde bald von Tyana abgelöst.
Die Stadt ist heute vor allem wegen der Quelle Şekerpınar bekannt. Am Eingang zu dem Pass durch den Taurus liegt die Burg von Anahşa aus byzantinischer Zeit (Rodentos), welche die Kreuzritter Butrentum nannten, wohl eine Zusammenziehung mit dem Ortsnamen. Der arabische Name war Hisn Assakaliba, nach der slawischen Garnison. An den Felsen um die Burg sollen die Soldaten des ersten Kreuzzuges zahlreiche Kreuze in den Felsen geritzt haben, schon William Mitchell Ramsay konnte sie allerdings nicht mehr auffinden.